# Tatomir Anđelić
Tatomir P. Anđelić (srbsko Татомир П. Анђелић, latinizirano: Tatomir P. Anđelić), srbski matematik, * 11. november 1903, zaselek Bukovac, Bečanj, Srbija, † 7. avgust 1993, Beograd, ZR Jugoslavija.

## Življenje
Anđelić se je rodil v zaselku Bukovac med Čačkom in Kraljevim, Bečanj, v občini Mrčajevci v Kraljevskem okraju v družini šestih otrok Pavla Anđelića in Dmitre Anđelić, rojene Simićević. Njegova mati je bila nepismena, njegov oče pa je bil poljedelec s končanimi štirimi razredi tedanje gimnazije in tudi narodni poslanec - demokrat. Tatomir je imel pet sester.
Osnovno šolo je končal v Mrčajevcih leta 1914. Šolanje je končal šele leta 1919, po koncu 1. svetovne vojne. V letu dni je končal šest razredov gimnazije, v naslednja dva razreda pa je hodil redno. Višji tečajni izpit je opravil junija 1922 v gimnaziji v Čačku. Danes se ga gimnazija v Čačku spominja kot enega svojih najbolj znanih dijakov.
Na lastno željo je študiral matematiko, fiziko in astronomijo na Univerzi v Heidelbergu med letoma 1922 in 1927. Šolsko leto 1927/28 je preživel na Filozofski fakulteti v Beogradu, kjer je leta 1928 končal študij skupine matematičnih znanosti. Na njegovo izoblikovanje kot znanstvenika so posebno vplivali Mihailo Petrović Alas (1868–1943), Milutin Milanković (1879–1958) in Anton Dimitrovič Bilimovič (1879–1970).
V času med oktobrom 1928 in septembrom 1945 je bil Tatomir profesor matematike na srednji šoli, večinoma na 2. beograjski gimnaziji, ki se je tedaj imenovala Druga moška realna gimnazija. Istočasno je imel vaje iz racionalne mahanike pri profesorju Bilimoviću na fakulteti, kot honoradni asistent. Izpit za srednješolskega profesorja je opravil leta 1932.
Doktorsko dizertacijo Diferencialne enačbe gibanja neholonomnega sistema v nestisljivi tekočini (Диференцијалне једначине кретања нехолономног система у инкомпресибилној течности) je obranil februarja 1946. Po cepitvi Filozofske fakultete leta 1947 je odšel na novoustanovljeno Prirodoslovno-matematično fakulteto, kjer so ga leta 1948 izbrali za docenta na Katedri za mehaniko in astronomijo. Od 1. julija 1951 je bil izredni profesor predmetov mehanike, od 1. maja 1957 pa je bil redni profesor Prirodoslovno-matematične fakultete. Bil je predstojnik Katedre za mehaniko in astronomijo med letoma 1954 in 1962, po njeni razdvojitvi pa je bil predstojnik Katedre za mehaniko v času med 1964 in 1971. Ko je Katedra leta 1971 v okviru ponovne organizacije PMF (ПМФ) postala Inštitut mehanike PMF v Beogradu, je postal upravitelj tega Inštituta. Med letoma 1958 in 1962 je bil dekan Prirodoslovno-matematične fakultete. V letu 1974 se je upokojil.
17. decembra 1959 so ga izbrali za dopisnega člana Srbske akademije znanosti in umetnosti (SANU/САНУ), 21. marca 1974 pa za njenega rednega člana. Od leta 1969 do 1978 je bil predstojnik Matematičnega inštituta SANU.
Od leta 1969 je bil dopisni član Mednarodne astronavtične akademije (IAA) v Parizu, od leta 1975 pa JAZU.
Poročen je bil z Brano, rojeno Peković leta 1907 v Nišu. Imela sta sinova Borislava (rojen 1943) in hči Nado (rojeno 1950), arhitektko.
Umrl je v Beogradu v svojem 90-em letu.

## Znanstveno delo
Profesor Anđelić je prvi, ki je v nekdanji Jugoslaviji uvedel tenzorski račun, in prvi poučeval podmladek, ki se je začel ukvarjati s tem močnim orodjem mehanskih znanosti.
Objavil je več del iz racionalne mehanike in Riemannove geometrije. Napisal je več srednješolskih in univerzitetnih učbenikov. V 80-em letu starosti je napisal svoje zadnje delo Uvod v astrodinamiko.

## Priznanja

### Nagrade
Leta 1975 je prejel sedmojulsko nagrado, leta 1980 Vukovo nagrado, leta 1965 red dela z rdečo zastavo, leta 1971 red zaslug za ljudstvo z zlatno zvezdo in leta 1978 red Republike z zlatnim vencem.
V letu 1977 mu je Akademija SZ podelila Medaljo Nikolaja Kopernika.

### Poimenovanja
Od 1. septembra 2005 se po njem imenuje osnovna šola v Mrčajevcih.